# Patrice Lair
Pour les articles homonymes, voir Lair (homonymie).

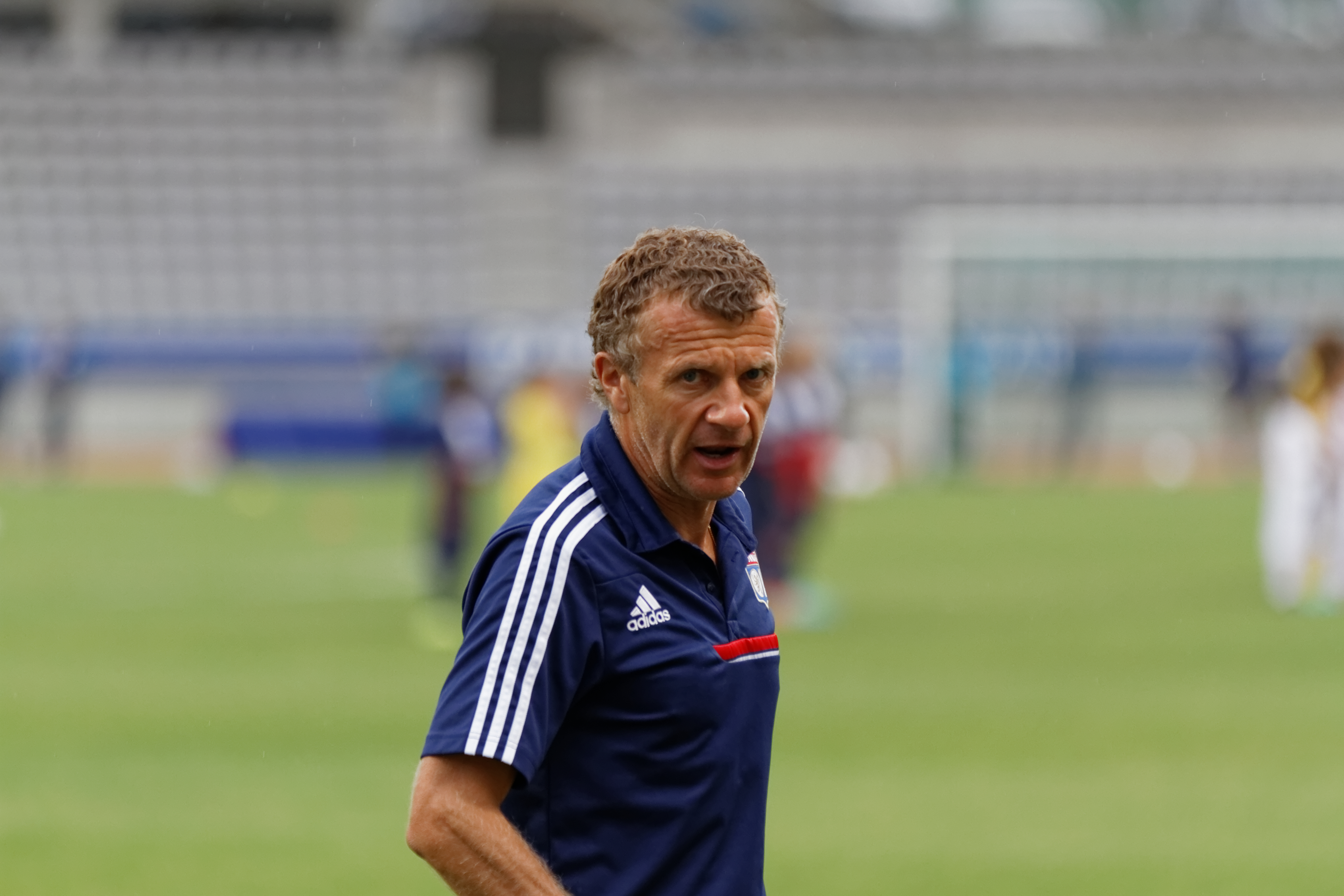
Patrice Lair en 2013

Patrice Lair, né le 16 juin 1961 à Saint-Brieuc (Côtes-d'Armor), est un joueur et entraîneur de football français.
Joueur amateur dans plusieurs clubs de niveau régional, il devient entraîneur-joueur à Lannion puis est nommé entraîneur-adjoint au Stade de Reims en 2001. Il découvre le football féminin en 2005 dans le club de Montpellier Hérault Sport Club, avec lequel il remporte deux fois le Challenge de France. Après deux expériences en Afrique, il prend en charge l'Olympique lyonnais (féminines) en 2010 et gagne notamment la Ligue des champions féminine de l'UEFA dès sa première saison en 2011. Connu dans le milieu du football féminin par ses résultats, il l'est aussi par ses méthodes de travail et son franc-parler. En témoigne ses prises de positions contre Bruno Bini lors de son éviction en juillet 2013. Longtemps pressenti pour prendre la tête de l'Équipe de France de football féminin, il n'obtient pas le poste et continue d'honorer son contrat avec l'Olympique lyonnais (féminines) jusqu'à la fin de la saison 2013-2014.
Il devient coach d’En avant de Guingamp le 29 mai 2019 après Antoine Kombouaré et Jocelyn Gourvennec ; il est remercié le 23 septembre 2019.

## Carrière

### Joueur
Patrice Lair découvre le football dans le club de Fréhel où il joue de 1966 à 1976. Après une saison à Plancoët, il rejoint le club de Saint-Brieuc en 1977. Un temps proche d'intégrer le centre de formation du FC Nantes, le milieu relayeur subit au cours de sa carrière deux doubles fractures du tibia et du péroné,.
Après son passage à Saint-Brieuc, Patrice Lair porte les couleurs de l'US Avranches de 1985 à 1987. Le club vient de rejoindre la Division d'honneur de la Ligue de Basse-Normandie de football quelques saisons auparavant et parvient à se classer troisième sur douze en 1986. Au début de la saison 1986-1987, l'US Avranches ne fait pas partie des favoris mais Patrice Lair et son club deviennent champions de Basse-Normandie et obtiennent la montée en championnat national de Division 4.

### Entraîneur-joueur
Patrice Lair commence sa carrière d'entraîneur joueur au stade lannionais en 1988 puis au RC Périgueux. Il y joue dans l'équipe première et entraîne l'équipe réserve. À partir de 1991, il occupe des fonctions similaire à l'Union sportive Saint-Malo, étant joueur de l'équipe première et entraînant la réserve. Il poursuit ensuite une carrière d'entraîneur-joueur dans les équipes de Pouancé en 1993-1994, Doué-la-Fontaine en 1994-1995 et Pouzauges en 1995-1996,.
Il joue encore quelques saisons au Trélissac FC de 1996 à 1998, à Brive de 1998 à 2000 et termine sa carrière de footballeur à Reims en 2000-2001. Durant ces années, il est également entraîneur au sein de ces trois clubs. Il prend en charge l'équipe des moins de 15 ans de Trélissac en 1996-1997 puis les moins de 17 ans la saison suivante. Il s'occupe ensuite de l'équipe B de Brive puis de Reims,.
En 2001, il est nommé entraîneur-adjoint de Marc Collat au Stade de Reims. Avec le Rémois, il termine deuxième du championnat de France de National 2001-2002 et accède au haut niveau de la hiérarchie de football en France. Dans le championnat de Ligue 2 2002-2003, le club est en fin de classement et Marc Collat est limogé. Les dirigeants proposent le poste d'entraîneur principal à Patrice Lair, qui refuse. Il s'engage alors pour une année comme entraîneur principal au club de l'AS Angoulême-Charente 92 dans le championnat National.

### Entraîneur
Il est entraîneur pendant une saison à Villeneuve-Saint-Germain en 2004-2005 avant que Louis Nicollin, président du Montpellier Hérault Sport Club ne lui propose de prendre en charge l'équipe féminine du club héraultais. Patrice Lair accepte le poste et découvre à cette occasion le football féminin : « Je ne connaissais pas le foot féminin et je suis allé de découverte en découverte, alors que nombre de mes collègues étaient dubitatifs. » En deux saisons, il emmène les Pailladines à deux victoires dans le Challenge de France 2006 puis 2007 et à une demi-finale dans la Coupe féminine de l'UEFA 2005-2006, où Montpellier est battu par le futur vainqueur de l'épreuve 1. FFC Francfort aux buts marqués à l'extérieur.
Patrice Lair est ensuite en contacts avec le FC Nantes mais ceux-ci n'aboutissent pas. Alors au chômage, il lui est proposé en 2009 de devenir entraîneur du club béninois Espoirs de Savalou. Patrice Lair accepte la proposition « en partie grâce aux conditions financières » et signe à Savalou en novembre 2009 un contrat jusqu'en juin 2010, date de la fin du championnat du Bénin de football. Il reste finalement en poste l'espace d'un mois, restant invaincu en quatre matchs disputés. En concurrence avec deux autres entraîneurs, il obtient en février 2010 et pour une durée d'un an un contrat comme entraîneur national au Rwanda. Il s'occupe de l'équipe du Rwanda des moins de 17 ans et est adjoint du sélectionneur de l'équipe senior.
Quelques mois plus tard, il est contacté par le directeur administratif de l'Olympique lyonnais pour devenir entraîneur de l'équipe féminine en remplacement de Farid Benstiti. Il y signe un contrat en juin 2010,. À ce poste, il obtient des résultats inégalés (10 titres au total dont 2 coupes d'Europe, 3 doublés nationaux et le championnat mondial des clubs). Il quitte l'OL à la fin de la saison 2013-2014.
À partir de la saison 2016-2017, il entraîne le Paris SG (féminines), et ce jusqu'à la saison 2017-2018. Lors de cette dernière année dans la capitale, il abandonne ses fonctions juste avant la finale de la Coupe de France face à Lyon, pour laquelle il est suppléé par Bernard Mendy .
Il signe ensuite au Chamois niortais FC en mai 2018 pour entrainer l'équipe première pour les deux prochaines saisons. Le 11 décembre 2018, il décide de quitter ses fonctions d'entraîneur,. En conflit avec une partie de son groupe, ses méthodes étaient mal acceptées par les plus jeunes joueurs. Revenu à Niort le 17 décembre 2018, l'entraîneur est finalement mis à pied par son club. Le lendemain de son éviction, il déclare avoir été en désaccord avec le directeur sportif, et déplorer l'organisation du club.
Il signe ensuite à l'En Avant de Guingamp en mai 2019 pour entrainer l'équipe première pour les deux prochaines saisons plus une en option Le 23 septembre 2019, il est démis de ses fonctions par Bertrand Desplat, le président du club.
Patrice Lair est nommé entraîneur des Girondins de Bordeaux (féminines) le 5 août 2021. Après une décevante 7ème place en 2024, Patrice Lair quitte le club début juillet 2024.
Il s'engage le 12 juillet 2024, en tant qu'entraîneur principal de la Berrichonne de Châteauroux, pour la saison 2024-2025 du championnat de National. Le 21 octobre 2024, ils se sont séparés d'un commun accord avec le club Castelroussin.

## Palmarès
En tant que joueur amateur, Patrice Lair a à son palmarès le titre de champion 1987 de Division d'honneur de la Ligue de Basse-Normandie de football avec l'Union sportive d'Avranches.
Son palmarès d'entraîneur comporte tous les titres majeurs du football féminin en France et en Europe. Il remporte ainsi la Ligue des champions de l'UEFA, le championnat de France et la Coupe de France à la tête de l'Olympique lyonnais, et le Challenge de France avec le Montpellier HSC :
- Championnat de France (4)
  - Champion en 2011, 2012, 2013 et 2014 avec l'Olympique lyonnais.
  - Vice-champion en 2006 et 2007 avec le Montpellier HSC et en 2018 avec le Paris Saint-Germain.

- Challenge de France/Coupe de France (6)
  - Vainqueur en 2006 et 2007 avec le Montpellier HSC et en 2012, 2013 et 2014 avec l'Olympique Lyonnais.
  - En 2018, il emmène le Paris Saint-Germain en finale mais, étant en arrêt maladie, il ne participera pas à celle-ci. L'équipe terminera tout de même vainqueur, entrainée pour ce match par Bernard Mendy. Il remporte donc son premier trophée avec le Paris Saint Germain.

- Ligue des champions féminine de l'UEFA (2)
  - Vainqueur en 2011 et 2012 avec l'Olympique lyonnais.